# Enchentes em Porto Alegre em 1941
A enchente de 1941 em Porto Alegre foi a segunda maior enchente já registrada na cidade de Porto Alegre, sendo superada apenas pela enchente de 2024. Durante 22 dias, nos meses de abril e maio de 1941, as águas do Guaíba alcançaram uma cota de 4,76 metros (sendo a média normal de 1 metro). 
O centro da cidade ficou debaixo d'água e os barcos se tornaram o principal meio de transporte de Porto Alegre. As águas atingiram pontos da cidade como o Mercado Público, a Prefeitura Municipal e a Rua da Praia. Os bairros mais atingidos em Porto Alegre foram o Centro, Navegantes, Passo D’Areia, Menino Deus e Azenha.

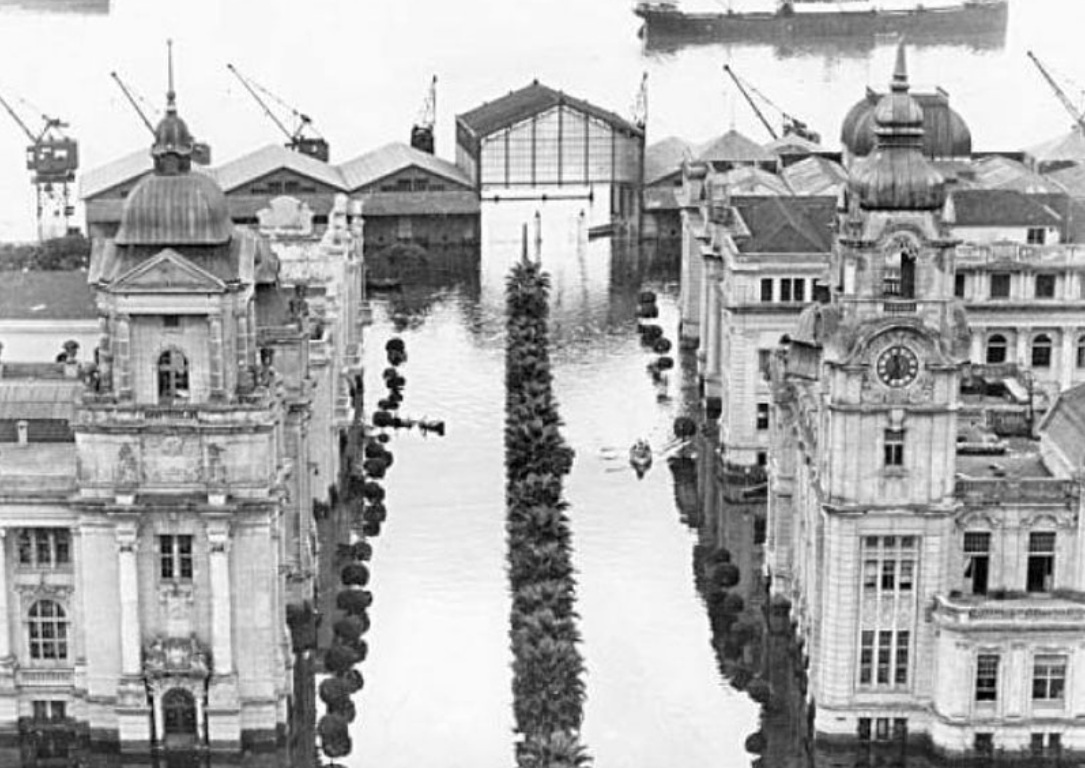
Foto do porto e centro histórico durante enchente que aconteceu na cidade de Porto Alegre, em maio de 1941

## Causas
A Enchente de 1941 atingiu todo o Rio Grande do Sul. Apesar disso, Porto Alegre foi uma das cidades mais atingidas em função de sua posição geográfica, nas margens do Lago Guaíba. A Região Hidrográfica do Guaíba cobre cerca de 1/3 da área do estado e, consequentemente, as chuvas de toda esta região escoam para o lago. Nestas sub-bacias ocorrem algumas das maiores precipitações pluviométricas do estado. Na época da Enchente de 1941 a precipitação somou 791 milímetros. Mesmo com o fim das chuvas, um vento sudoeste represou as águas da Lagoa dos Patos de volta a Porto Alegre. O tempo de recorrência dessa cheia é de 370 anos.

## Consequências
No total, 70 mil habitantes ficaram desabrigados, quase um quarto da população de Porto Alegre (de 272 mil habitantes) na época, sem energia elétrica e água potável. Cerca de 600 empresas suspenderam suas atividades. Os prejuízos causados pela Enchente de 1941 foram calculados em 50 milhões de dólares.
Uma rede de solidariedade foi formada para assegurar abrigo, remédios e alimentação aos flagelados. A Cruz Vermelha Norte-americana destinou US$ 10 mil aos flagelados do RS.
Em consequência da mistura destas águas com os esgotos e outros resíduos, houve a proliferação de doenças na população local.
Outra consequência da enchente foi a destruição de grande parte da Ferrovia do Riacho, que interligava o centro histórico com os bairros da zona sul da cidade.

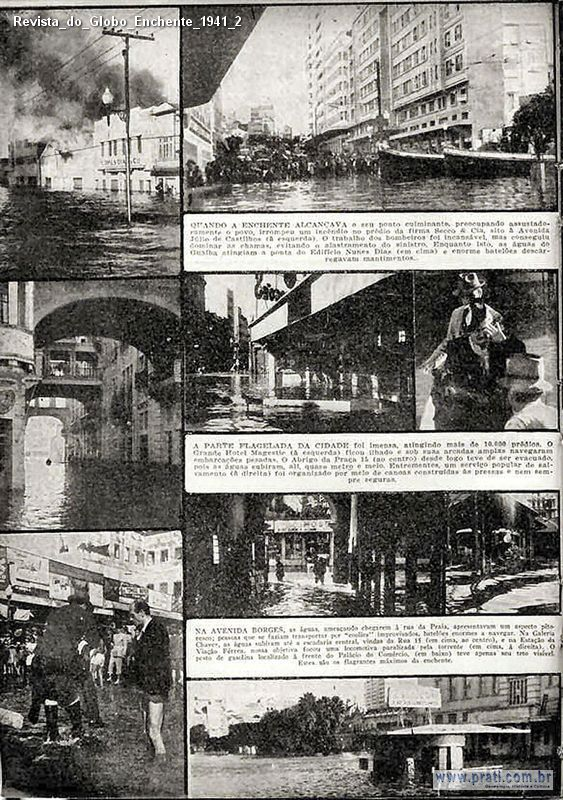
Fotos da Revista do Globo sobre os efeitos da enchente em Porto Alegre, Rio Grande do Sul, Brasil.

### Obras de engenharia decorrentes da enchente
Visando evitar a repetição destes problemas, o Muro da Mauá foi construído (ao lado do Cais Mauá), conjuntamente a um sistema de contenção e drenagem.
A enchente de 1941 deu urgência à canalização do Arroio Dilúvio, que havia sido iniciada em 1939, após longo planejamento ao longo da primeira metade do século XX.

### Saúde pública e óbitos registrados
Durante a inundação, surgiu a expressão "abobado de enchente", ou "abobadinho da enchente" cujo significado é impreciso, mas que provavelmente se refere a pessoas que tiveram surtos de doenças, em decorrência da exposição às águas e das condições sanitárias da cidade. No entanto, outros significados foram atribuídos, incluindo: "aqueles que agem de forma desmotivada, vagarosa, descansada ou preguiçosa, assim como aqueles que se excedem no empenho de angariar atenção."
Em relação ao número de óbitos diretamente relacionados à enchente de 1941, a quantidade de mortes não foi consolidada. Apesar disso, existem algumas estimativas, como a realizada pelo jornalista Rafael Guimaraens no livro A enchente de 41, que apontam para 9 óbitos. Segundo o jornalista Guimaraens: "Não há um número consolidado em relação a 1941. O que consta do meu livro são algumas mortes que pude identificar a partir de documentos em arquivos, especialmente da Santa Casa de Misericórdia, que era a grande instituição de saúde da época, e notícias de jornais." Os óbitos relacionados indiretamente à enchente são principalmente os relativos ao surto de leptospirose, posterior à enchente, que variam entre 25 ou 26 mortes.

## Outras enchentes em Porto Alegre
A enchente de 1941 é considerada a segunda maior já ocorrida em Porto Alegre, só ficando atrás da enchente de 2024, conforme fica evidente em diversos levantamentos e na tabela a seguir contendo as cotas máximas (em metros) que a água atingiu.

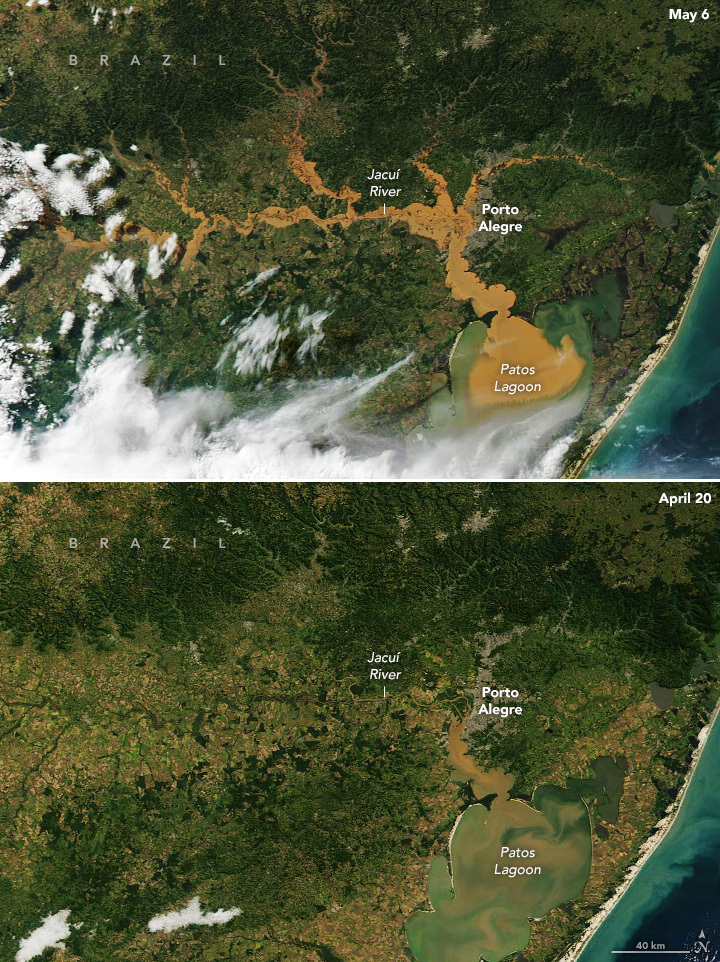
Comparação de imagens de satélite de 20 de abril e 6 de maio de 2024 mostrando a enchente no Rio Grande do Sul, Brasil

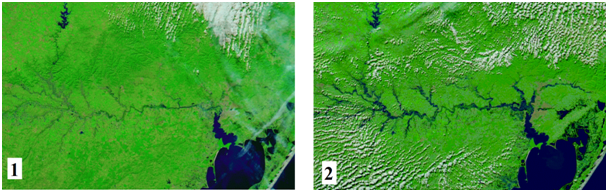
Cheia de 2015 na bacia do Guaíba

Outras enchentes relevantes:
| Ano  | Cota máxima (em metros) | Ref.   |
| ---- | ----------------------- | ------ |
| 1873 | 3,50                    | [ 7 ]  |
| 1914 | 2,60                    | [ 7 ]  |
| 1928 | 3,20                    | [ 7 ]  |
| 1936 | 3,22                    | [ 7 ]  |
| 1967 | 3,13                    | [ 2 ]  |
| 1984 | 2,50                    | [ 2 ]  |
| 2002 | 2,46                    | [ 2 ]  |
| 2015 | 2,94                    | [ 16 ] |
| 2016 | 2,65                    | [ 17 ] |
| 2023 | 3,46                    | [ 18 ] |
| 2024 | 5,35                    | [ 15 ] |